# Four (Isère)
Four település Franciaországban, Isère megyében. Lakosainak száma 1672 fő (2022. január 1.). Four Vaulx-Milieu, Villefontaine, Artas, Chèzeneuve, L’Isle-d’Abeau, Roche és Saint-Alban-de-Roche községekkel határos.

## Népesség
A település népességének változása:
| Lakosok száma | 565  | 655  | 733  | 968  | 1313 | 1434 | 1494 | 1625 | 1641 | 1672 |
|               | 1968 | 1982 | 1990 | 2006 | 2013 | 2015 | 2017 | 2019 | 2020 | 2022 |

## Testvérvárosok
- Pusiano, Olaszország, 2013 óta